# Schweiggers
Schweiggers è un comune austriaco di 1 993 abitanti nel distretto di Zwettl, in Bassa Austria; ha lo status di comune mercato (Marktgemeinde). Nel 1966 ha inglobato i comuni soppressi di Mannshalm e Perndorf e nel 1971 quelli di Limbach, Sallingstadt e Siebenlinden.